# Lepidotoramus
Lepidotoramus é um género de coleópteros da família Erotylidae.